# Chalús
Chalus és un municipi francès situat al departament del Puèi Domat i a la regió d'Alvèrnia-Roine-Alps. L'any 2007 tenia 175 habitants.

## Demografia

### Població
El 2007 la població de fet de Chalus era de 175 persones. Hi havia 75 famílies de les quals 22 eren unipersonals (11 homes vivint sols i 11 dones vivint soles), 19 parelles sense fills, 30 parelles amb fills i 4 famílies monoparentals amb fills.
La població ha evolucionat segons el següent gràfic:
Habitants censats

### Habitatges
El 2007 hi havia 111 habitatges, 74 eren l'habitatge principal de la família, 27 eren segones residències i 10 estaven desocupats. 106 eren cases i 5 eren apartaments. Dels 74 habitatges principals, 67 estaven ocupats pels seus propietaris, 7 estaven llogats i ocupats pels llogaters i 1 estava cedit a títol gratuït; 1 tenia dues cambres, 9 en tenien tres, 23 en tenien quatre i 40 en tenien cinc o més. 62 habitatges disposaven pel capbaix d'una plaça de pàrquing. A 30 habitatges hi havia un automòbil i a 41 n'hi havia dos o més.

### Piràmide de població
La piràmide de població per edats i sexe el 2009 era:
| Homes | Edats   | Dones |
| ----- | ------- | ----- |
| 0     | 95 o +  | 0     |
| 0     | 90 a 94 | 0     |
| 0     | 85 a 89 | 0     |
| 0     | 80 a 84 | 0     |
| 4     | 75 a 79 | 8     |
| 12    | 70 a 74 | 4     |
| 0     | 65 a 69 | 8     |
| 4     | 60 a 64 | 0     |
| 0     | 55 a 59 | 0     |
| 8     | 50 a 54 | 4     |
| 0     | 45 a 49 | 0     |
| 16    | 40 a 44 | 8     |
| 8     | 35 a 39 | 8     |
| 8     | 30 a 34 | 12    |
| 4     | 25 a 29 | 4     |
| 0     | 20 a 24 | 0     |
| 16    | 15 a 19 | 0     |
| 4     | 10 a 14 | 0     |
| 8     | 5 a 9   | 8     |
| 4     | 0 a 4   | 8     |

## Economia
El 2007 la població en edat de treballar era de 114 persones, 84 eren actives i 30 eren inactives. De les 84 persones actives 72 estaven ocupades (37 homes i 35 dones) i 13 estaven aturades (5 homes i 8 dones). De les 30 persones inactives 13 estaven jubilades, 8 estaven estudiant i 9 estaven classificades com a «altres inactius».

### Ingressos
El 2009 a Chalus hi havia 80 unitats fiscals que integraven 185 persones, la mediana anual d'ingressos fiscals per persona era de 17.586 €.

### Activitats econòmiques
Dels 4 establiments que hi havia el 2007, 1 era d'una empresa de comerç i reparació d'automòbils, 1 d'una empresa d'hostatgeria i restauració, 1 d'una empresa immobiliària i 1 d'una empresa classificada com a «altres activitats de serveis».
L'any 2000 a Chalus hi havia 10 explotacions agrícoles que ocupaven un total de 306 hectàrees.

## Poblacions més properes
El següent diagrama mostra les poblacions més properes.